# 年会不能停！
《年会不能停！》，是一部2023年中國喜劇片，由董润年執導，大鹏等人出演；该作主要讲述的是一个意外调入总部的公司员工和人事部门发生的故事。该片获得2023十大最具影响力电影第十名。

## 剧情大纲
在一个配件厂兢兢业业许多年的钳工胡建林（大鹏 饰），偶然接到一纸调令，命他马上到集团总公司赴任。淳朴老实的建林还以为作为年年先进的他成为了集团树立奖掖优秀员工的典型，殊不知这却是一场阴差阳错走后门拖关系的狸猫换太子。人事经理马杰（白客 饰）虽然很快发现了这场乌龙，但为了避免遭到处罚，只能将错就错，想方设法保住这位不速之客。而在这一过程中，胡建林也因扑朔迷离的身份受到集团上下的种种揣测，他的层级也意外地一次又一次提升。与此同时，集团正处于大裁员的风雨飘摇时刻，而展现公司面貌的年会召开在即。处在漩涡中心的胡建林，终于发现了一系列诡异事件背后的玄机……

## 人物
- 大鹏 饰 胡建林，工厂钳工，英文名Johnny/庄尼
- 白客 饰 马杰，集团人事经理
- 庄达菲	饰 潘怡然，集团员工
- 王迅 饰 庄正直，工厂员工
- 孙艺洲	饰 皮特
- 李乃文 饰 徐云峰，集团总经理
- 欧阳奋强 饰 胡董事长
- 童漠男 饰 马克
- 大木 饰 托马斯
- 晃晃 饰 托尼
- 衣云鹤 饰 徐永森
- 杨磊 饰 老侯

## 音乐原声
- 推广曲
  - 曲名：《打工累》
  - 演唱：大鹏、白客、庄达菲、孙艺洲
  - 作词：林俊民
  - 作曲：林俊民
  - 曲名：《皮特皮》
  - 演唱：Spylent
  - 作词：Spylent
  - 作曲：Spylent
- 主题曲
  - 曲名：《我的未来不是梦+打工人之歌》
  - 演唱：大鹏、白客、庄达菲
  - 作词：陈家丽、翁孝良、唐一丹
  - 作曲：陈家丽、翁孝良、郭斗之
- 插曲
  - 曲名：《湘江中路》
  - 演唱：庄达菲
  - 作词：庄达菲
  - 作曲：庄达菲

## 上映时间
- 中国大陆：2023年12月29日
- 美国、澳大利亚：2024年1月18日
- 英国，加拿大：2024年1月19日
- 新西兰、新加坡、马来西亚、香港、澳门：2024年1月25日
- 德国：2024年2月1日
- 柬埔寨：2024年2月15日[7]

## 票房
中国大陆收获12.92亿元，是元旦贺岁档的大赢家。
| 上一届： 不適用 | 2024年中國內地一周票房冠軍 第1-5週 | 下一届： 《热辣滚烫》 |

## 奖项荣誉
| 年份 | 颁奖礼                               | 奖项                 | 入围者           | 结果 | 参考 |
| ---- | ------------------------------------ | -------------------- | ---------------- | ---- | ---- |
| 2024 | 中国电影导演协会2020年至2023年度表彰 | 年度编剧（2023年度） | 董润年、应萝佳   | 提名 |      |
| 2024 | 第37届大众电影百花奖                 | 最佳编剧             | 董润年、应萝佳   | 獲獎 |      |
| 2024 | 第37届大众电影百花奖                 | 最佳导演             | 董润年           | 提名 |      |
| 2025 | 第20届华表奖                         | 优秀故事片奖         | 《年会不能停！》 | 獲獎 |      |
| 2025 | 第20届华表奖                         | 优秀编剧奖           | 董润年、应萝佳   | 獲獎 |      |

## 備註
1. ↑  . 北青网.   [2023-11-03].
2. ↑  .   [2024-02-13]. （原始内容存档于2024-02-27）.
3. ↑  . 北青网.   [2023-11-28].
4. ↑  . 猫眼电影.   [2023-12-29]. （原始内容存档于2024-02-18）.
5. ↑  . www.1905.com.   [2024-08-16]. （原始内容存档于2024-08-16） （zh-cmn-Hans）.
6. ↑  北大影戏中心. . 微信公众平台.   [2024-08-16].
7. ↑  . www.bjnews.com.cn.   [2024-08-16]. （原始内容存档于2024-08-16）.

## 外部連結
- 豆瓣电影上《年会不能停！》的資料 （简体中文）
- 互联网电影数据库（IMDb）上《年会不能停！》的资料（英文）
- 年会不能停！的新浪微博（简体中文）